# Antti Aarne

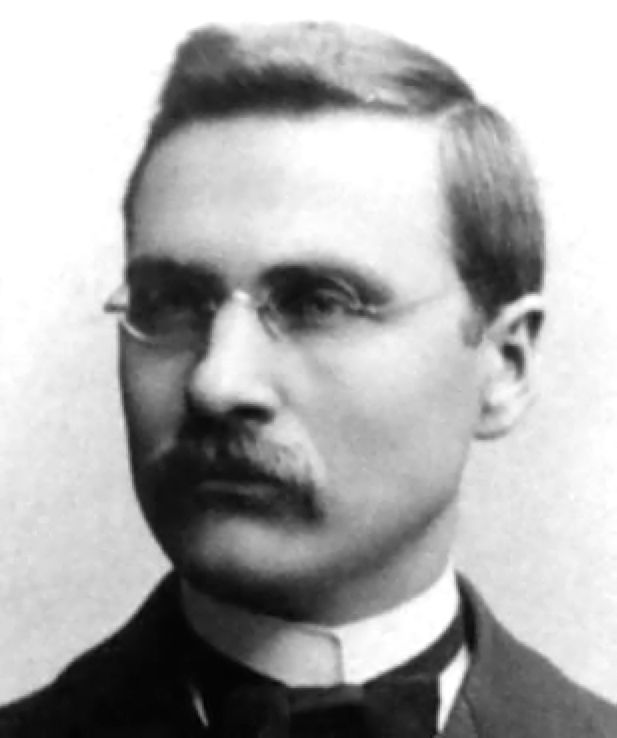
Antti Amatus Aarne

Antti Amatus Aarne (5 de diciembre de 1867-2 de febrero de 1925) fue un folclorista finés, especializado en cuentos populares. Más conocido por desarrollar un sistema de clasificación de fábulas clásicas conocido como Aarne-Thompson, llamado así a partir de la traducción al inglés y posterior ampliación por parte del folclorista estadounidense Stith Thompson.

## Biografía
Aarne fue alumno de Julius Krohn y de su hijo Kaarle Krohn. Julius Krohn fue el primero en confeccionar un método científico para el estudio del folclore, el conocido método histórico-geográfico. Fue el autor de la versión inicial de lo que pasaría a convertirse en el sistema de clasificación Aarne-Thompson de fábulas clásicas. Su trabajo lo continuaría su hijo Kaarle y, más tarde, su discípulo Aarne. Su primera publicación fue en 1910.
El folclorista estadounidense Stith Thompson tradujo el sistema de clasificación de Aarne al inglés en 1928, para posteriormente ampliarlo, y en una segunda ampliación en 1961 del catálogo de Aarne creó el sistema AT-número (también llamado sistema AaTh) aún usado hoy en día. El sistema de clasificación AT ha sido recientemente ampliado, en 2004, por Hans-Jörg Uther (Aarne-Thompson-Uther o sistema ATU).

El catálogo Aarne-Thompson recoge unos 2500 temas y argumentos que, durante generaciones, los cuentistas europeos han usado para desarrollar sus historias. Estos europeos viajaron al nuevo mundo, al lejano Oriente y a África, y sus cuentos viajaron con ellos, desarrollándose en todos esos nuevos ambientes. Por lo tanto el sistema de Aarne-Thompson abarca las fábulas de todo el mundo.

El sistema Aarne-Thompson fue criticado por otros folcloristas, especialmente Vladímir Propp, que creó su propia clasificación, conocida como las funciones de Propp.
Encargado por la escuela finlandesa de proponer una clasificación de los cuentos populares que permitiera orientarse entre la masa de historias orales recopiladas tras la publicación de Kinder- und Hausmärchen de los hermanos Grimm (KHM, 1812 y 1815), publicó. Algunos de ellos aparecen en 1910 con un primer inventario titulado Verzeichnis der Märchentypen en la colección Folklore Fellows Communications de la Universidad de Helsinki.
Partiendo de la noción de cuento tipo y apoyándose en las numerosas recopilaciones ya realizadas, sobre todo en el norte de Europa, este directorio distingue alrededor de 550 hilos narrativos, designados por un número y divididos en tres categorías principales:
- Cuentos de animales.

- Cuentos típicos (cuentos ordinarios).

- Schwänke (cuentos jocosos).

La numeración de espacios permite la integración de nuevos tipos de historias si es necesario.
Tres años después de la muerte de Aarne, el folclorista estadounidense Stith Thompson (1885-1976) publicó una revisión ampliada de su Repertorio en inglés: The Types of the Folktales, de la que realizó una segunda edición en 1964. En estas publicaciones sucesivas añade nuevos tipos y refina las categorías de clasificación.
Una tercera revisión, considerablemente ampliada, fue realizada por Hans-Jörg Uther, un investigador alemán de la Academia de Ciencias de Göttingen, publicada en tres volúmenes ( núm. 284-285-286  de "Folklore Fellows Communications" bajo el título TThe Types of the International Folktales. Clasificación y bibliografía (ISBN  951-41-0956-2 , 951-41-0962-7 y 951-41-0964-3).
La tipología de Aarne y Thompson, una herramienta de clasificación reconocida internacionalmente, aunque controvertida de forma diferente según la disciplina, permite una investigación comparativa precisa sobre los cuentos populares. Sirve de base para numerosos catálogos nacionales o regionales (índices, directorios descriptivos), entre ellos Le conte populaire français, catalogue raisonné... de Paul Delarue y Marie-Louise Tenèze.
También es fuente de muchas investigaciones sobre la naturaleza y el funcionamiento de la narración oral y el arte narrativo tradicional.